# 仙台市立八軒中学校
仙台市立八軒中学校（せんだいしりつ はちけんちゅうがっこう）は、宮城県仙台市若林区南小泉字八軒小路にある公立中学校。

## 沿革
- 1947年（昭和22年）4月1日 - 仙台市立第十一中学校として開校
- 1950年（昭和25年）3月20日 - 仙台市立八軒中学校に改称

## 学区
- 仙台市立南材木町小、古城小、若林小学区

## 部活動

### 合唱部・吹奏楽部
- 東日本大震災直後から避難所で「あすという日が」を歌って励ましていることがメディアに取り上げられている[1]。

かつての被災地であり、同じく吹奏楽部が盛んな神戸市立玉津中学校と姉妹校。東日本大震災の翌日、玉津中学吹奏楽部の部員から声が上がり、八軒中学を支援するコンサートを企画。継続してチャリティコンサートを開催し、集まった募金はすべて八軒中学校へ寄付された。2012年3月25日放送のTBS系ドキュメント番組『情熱大陸』（毎日放送制作）では八軒中学校合唱部・吹奏楽部の震災からの1年を放送した。

## 所在地
- 宮城県仙台市若林区南小泉字八軒小路9-1

## 著名な卒業生
- 瀬戸早妃（女優、タレント、グラビアアイドル）
- 蓑輪単志（ミュージシャン・HOUND DOG元メンバー）
- 村山紘太(陸上選手)
- 村山謙太(陸上選手)
- 佐藤太（映画監督）